# Sant’Anna d’Alfaedo
Sant’Anna d’Alfaedo – miejscowość i gmina we Włoszech, w regionie Wenecja Euganejska, w prowincji Werona.
Według danych na rok 2004 gminę zamieszkuje 2459 osób, 57,2 os./km².